# Hermann Friedberg
Hermann Wilhelm Friedberg (* 5. Juli 1817 in Rosenberg (Oberschlesien); † 1. März 1884 in Breslau) war ein deutscher Chirurg und Gerichtsmediziner.

## Leben und Werk
Hermann Friedberg stammte aus einer jüdischen Familie. Er besuchte von 1830 bis 1838 das Gymnasium in Brieg, studierte Medizin in Berlin, Wien, Prag, Paris und Breslau und promovierte 1840 über „Die angeborenen Herzkrankheiten des Menschen“. Er praktizierte in Berlin und arbeitete von 1849 bis 1852 als Assistent an der chirurgischen Universitätsklinik in Berlin unter Bernhard von Langenbeck. Dort habilitierte er sich auch 1852 über die „Histologie des Blutes“ für Chirurgie und Staatsarzneikunde. Anschließend leitete er eine chirurgische und augenärztliche Privatklinik in Berlin. Mit der Berufung zum Physicus (Kreisarzt) nach Breslau 1866 nahm er seine akademische Lehrtätigkeit wieder auf und wurde 1869 zum Professor an der dortigen Universität ernannt.
Friedberg war ein produktiver, aber kein überragender Mediziner. Er arbeitete zur „Pathologie und Therapie der Muskellähmung“ (1858) und zur Gerichtsmedizin. Auf diesem Gebiet veröffentlichte er unter anderem „Die Vergiftung durch Kohlendunst“ (1866) und verschiedene Sammlungen seiner Gutachten.
Er gilt als Erstbeschreiber des CLOVE-Syndromes.

## Werke
- Die angebornen Herzkrankheiten des Menschen und der Blutumlauf des menschlichen Fötus und der Amphibien. Rücker und Püchler, Berlin 1842 Digitalisat
- Die angeborenen Herzkrankheiten und der grossen Gefäße des Menschen, nebst Untersuchungen über den Blutumlauf des menschlichen Foetus. Engelmann,  Berlin 1844 Digitalisat
- Histologie des Blutes : mit besonderer Rücksicht auf die forensische Diagnostik. Berlin 1852
- Bericht der chirurgischen und augenärztlichen propädeutischen Klinik in Berlin für das Wintersemester 1852/53. Jeanrenaud, Berlin 1853
- Chirurgische Klinik. Beobachtungen und Erläuterungen in dem Gebiete der Chirurgie. Erster Band. Friedrich Mauke, Jena 1855 Digitalisat
- Gerichtsärztliche und Kritische Bemerkungen über Casper's practisches Handbuch der gerichtlichen Medicin. J. H. Geiger, Lahr 1857 Digitalisat
- Pathologie und Therapie der Muskellähmung. Landes-Industrie-Comptoir, Weimar 1858 Digitalisat (2. Ausg. Leipzig 1862)
- Die Lehre von den venerischen Krankheiten in dem Alterthume und dem Mittelalter. Klinisch und geschichtlich dargestellt. C. S. Liebrecht, Berlin 1865 Digitalisat
- Die Vergiftung durch Kohlendunst. Klinisch und gerichtsärztlich dargestellt. Carl Sigism. Liebrecht, Berlin 1866 Digitalisat
- Über die Geltendmachung der öffentlichen Gesundheitspflege. Ein Beitrag der Frage: wie soll die Verwaltung der öffentlichen Gesundheitspflege in Deutschland organisiert werden?  Ferdinand Enke, Erlangen 1873 Digitalisat
- Menschenblattern und Schutzpockenimpfung. Ein Beitrag zur Würdigung des deutschen Impfgesetzes vom 8. April 1874. Ferdinand Enke, Erlangen 1874
- Gerichtsärztliche Gutachten. Erste Reihe. Vieweg und Sohn, Braunschweig 1875 Digitalisat
- Gerichtsärztliche Praxis. Vierzig gerichtsärztliche Gutachten. . Urban und Schwarzenberg, Wien u. Leipzig 1881 Digitalisat